# Entrepôts de Moulis

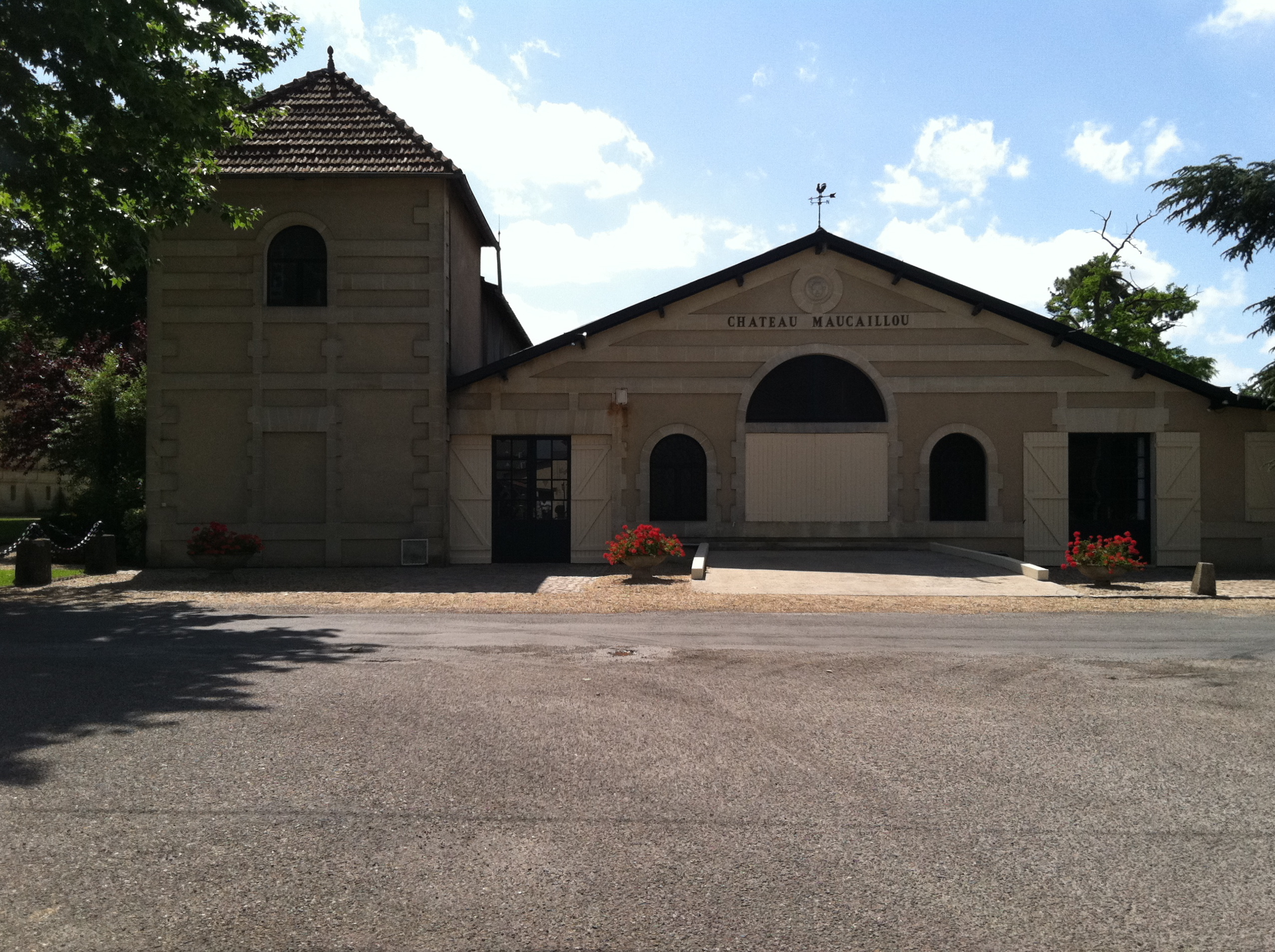
Caves et Entrepôts de Moulis

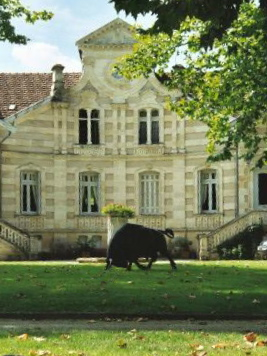
Das Château Maucaillou, von J. Petit-Laroche im Jahre 1875 erbaut

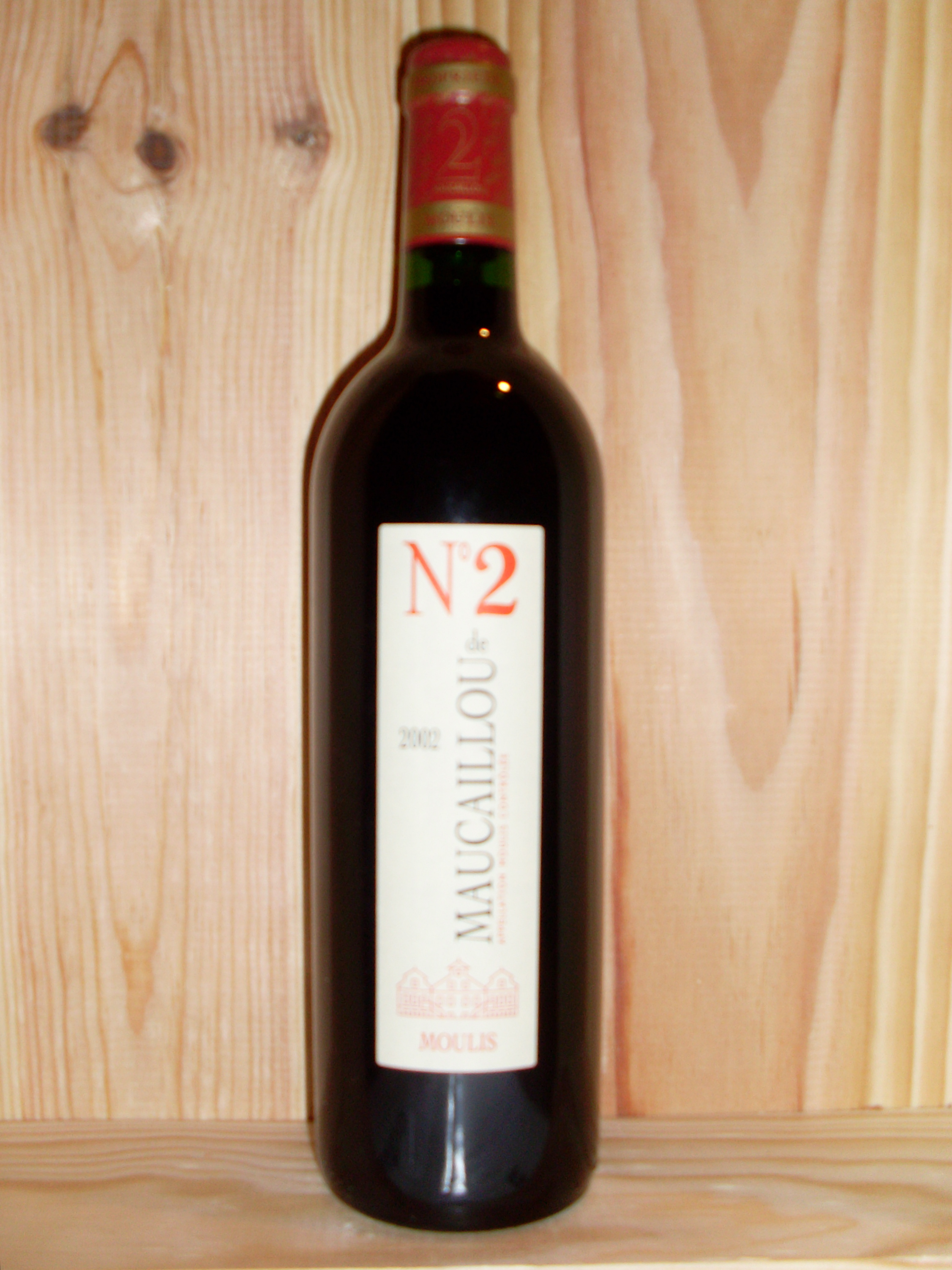
N°2 de Maucaillou 2002 Moulis

Das Entrepôts de Moulis (E.D.M.) ist ein Weinlager im Moulis in der französischen Gemeinde Moulis-en-Médoc, das ursprünglich von der Familie Petit-Laroche in Bordeaux geleitet wurde. Das „Entrepôts de Moulis“ gehört dem Château Maucaillou, das mittlerweile von der Familie Dourthe geleitet wird.

## Geschichte
Die Weinhändlerfamilie Petit-Laroche hatte ursprünglich ihren Sitz an der 104 du cours Saint-Louis in Bordeaux. 1871 ließ sie mitten im Médoc neben dem Bahnhof von Moulis die Keller und Lager „Entrepôts de Moulis“ bauen. Die Nähe zum Bahnhof wurde bewusst gewählt, da die Pferdefuhrwerke nicht weit von Moulis fahren musste, um den Wein in Eisenbahnwaggons zu verladen. Von dort wurde der Wein in viele europäische Länder exportiert.
Das große Steingebäude hatte eine umbaute Fläche von 3000 m². Es wurde mit den damaligen modernsten Einrichtungen ausgestattet. Ein breiter Korridor lief rund um das Gebäude, das Lagerhaus konnte nur durch doppelte Seitentüren betreten werden, die eine Schleuse bildeten. Jede Abteilung besaß mit Klappen versehene Abzüge, damit die Gase leichter abziehen konnten. In den weitläufigen Kellern waren Bottiche mit einem Fassungsvermögen von 180.000 Litern untergebracht, Platz war für 30.000 Flaschen und 9000 Fässer vorgesehen.
Im Jahre 1875 heiratete J. Petit-Laroche und schenkte seiner Braut zur Hochzeit ein Wohnhaus gegenüber den Kellern, das heutige Château Maucaillou. Das Bauunternehmen Frères Marian aus Moulis führte die Bauarbeiten aus. Der architektonische Stil des Château ist eine Mischung mehrerer Baustile aus der Renaissance und dem Barock, eine typische Architektur für viele Weingüter im Médoc der damaligen Zeit.
J. Petit-Laroche legte in den Gemarkungen Maucaillou und Caubet auf 1.5 Hektar einen neuen Weinberg an, dem er den Markennamen Maucaillou gab. Der Ursprung des Namens Maucaillou bedeutet „schlechte Steine“. Dieser Gemarkungsname stammte vermutlich aus der Zeit des Mittelalters. Kiesige Böden wurden für den Anbau von Getreide als nicht geeignet betrachtet. Es stellte sich jedoch mit der Zeit heraus, dass es dafür umso besser für den Weinanbau verwendet werden konnte. Seit 1889 errang der Wein von Macaillou immer wieder eine führende Position. Maucaillou konnte jedoch trotz seiner Qualität nicht als Grand Cru Classé eingestuft werden, da die Klassifizierung seit 1855 feststand, das Anwesen jedoch erst 1875 entstand. Ab 1889 erhielt der Wein auf Blindverkostungen immer wieder Preise. Er fand seinen Weg sogar bis zum Wiener Hof. Die Weinhändlerfamilie Petit Laroche & Co. erhielt als Inhaber der Firma „Entrepôts de Moulis“ den k.u.k. Hoflieferantentitel.
Nach dem Ersten Weltkrieg erwarben im Jahre 1929 die Brüder Roger (1900–1984) und André Dourthe (1901–1975) die Caves et Entrepôts de Moulis. Gleichzeitig wurden sie damit auch Besitzer vom Château Maucaillou.
Das Entrepôts de Moulis ist heute eine Dienstleistungsgesellschaft der Notables de Maucaillou für das Lagern und Abfüllen von Weinen und ihren Versand in die ganze Welt. Das Unternehmen wurde im Jahre 2011 mittlerweile in der sechsten Generation der Familie Dourthe geführt. 2006 übernahm Pascal Dourthe die Geschäftsführung von Château Maucaillou von seinem Vater Jean Philippe (* 15. August 1941 in Bordeaux) und wird dabei von seinen Schwestern Caroline und Magali unterstützt.